# Cellepora dubia
Cellepora dubia är en mossdjursart som beskrevs av Uttley och Bullivant 1972. Cellepora dubia ingår i släktet Cellepora och familjen Celleporidae. Inga underarter finns listade i Catalogue of Life.